# 恋する京都
『恋する京都』（こいするきょうと）は、NHK総合テレビの月曜ドラマシリーズで2004年2月16日 - 3月15日に放送されたテレビドラマ。
主人公の志乃は娘の晶と亡夫・太郎の実家である写真館で暮らしている先斗町の芸妓。義父の写真館を手伝い、男性のお見合い写真を担当。被写体の魅力を引き出すためならスタジオを飛び出して撮影に出向く。本作は恋のキューピットを進んで買って出る主人公と、恋愛を信じられなくなっていた京野菜作りに勤しむ青年との関係を縦糸に、また各回に登場する男女の間で起こる様々な恋愛模様を横糸に現代の京都を描いている。

## キャスト
- 沢井志乃：鶴田真由
- 佐竹圭吾：村上淳
- 沢井太郎：永澤俊矢
- 沢井晶：村崎真彩（語り）
- 沢井耕造：犬塚弘
- 遊心：山本陽子
- 佐竹吾郎：大杉漣

### 各回ゲスト
- 福原恭子：雛形あきこ - 第1話ゲスト。老舗京人形店の一人娘。家を継ぐことと立花との恋のあいだで心引き裂かれている。
- 立花修：豊原功補 - 第1話ゲスト。海洋動物を研究する学者。恭子と恋仲になりかけたところへ、海外転勤の話がもちあがる。
- 深川高子：鈴木紗理奈 - 第2話ゲスト。大阪のOL。京女になりたい！と京都に乗り込んできた。後藤に熱を上げている。
- 後藤丈治：村田充 - 第2話ゲスト。京都のバーで働くイケメンバーテンダー。舞妓・桃香（北川智子）と高子を二股にかけている。いずれ北海道にある実家の牧場を継ぐという。
- 斉藤菊：淡島千景 - 第3話ゲスト。ベテラン中学教師。リタイアを目前に、50年前に京都で出会った初恋相手を探している。
- 中井良美：愛華みれ - 第4話ゲスト。晶の同級生・秀輝の母。離婚して祖母と中井漬物店を営む。新しい恋人と息子の間で悩む。
- 佐竹奈緒子：松尾れい子 - 第4話・最終話ゲスト。圭吾の妹。兄を連れ戻しに志乃のもとを訪ねる。病気の父と同時に遠距離恋愛が気がかり。
- 佐竹吾郎：大杉漣 - 最終話ゲスト。圭吾の父。

## スタッフ
- 脚本：伴一彦
- 音楽：岩代太郎
- 主題歌：「恋する京都」（歌：神野美伽）
  - 作詞・作曲：岩代浩一／編曲：岩代太郎
- 制作統括：小見山佳典
- 演出：笠浦友愛、谷口卓敬

## サブタイトル
1. 京にんじんは恋の味
2. 私、京おんなになりたい!
3. 鹿ケ谷かぼちゃは初恋のときめき
4. 八坂の塔で恋のデュエット
5. 恋のオバケは福の神